# Augusto Olivares
Augusto Olivares Becerra (* 27. Juni 1930 in Punta Arenas; † 11. September 1973 in Santiago de Chile) war ein chilenischer Journalist. Olivares war Leiter des staatlichen Fernsehens und Berater des chilenischen Präsidenten Salvador Allende Gossens. Er war das erste Opfer des Militärputsches des Generals und späteren Staatspräsidenten Augusto Pinochet Ugarte.

## Leben
Schon in frühen Jahren begann der als Sohn des Majors des Heeres im Ruhestand, Tómas Olivares, und von Julia Becerra Carrasco 1930 in Punta Arenas zur Welt gekommene Augusto Olivares seine journalistische Laufbahn als Radiosprecher. Nach Stationen als Reporter bei der Zeitung La Tercera und Kolumnist bei Las Noticias de Ultima Hora y Clarín wurde El Perro, wie er von politischen Freunden und Feinden genannt wurde, Direktor des staatlichen Fernsehens TVN und lehrte in den 1960er Jahren an der Universidad de Chile.
Mit seiner Art des investigativen Journalismus machte er sich während der Amtszeit des sozialistischen Präsidenten Salvador Allende, dessen Freund und Berater er war, viele Freunde, aber auch Feinde.
 Zusammen mit Allende und seinen engsten Beratern harrte er im Präsidentenpalast, der Moneda, aus, als diese von den putschenden Militärs unter General Augusto Pinochet am 11. September 1973 belagert wurde.
Präsident Allende hatte an seine Begleiter appelliert, die Moneda zu verlassen, um sicher zu ihren Familien zurückkehren zu können und einem Blutbad zu entgehen. Augusto Olivares jedoch verblieb mit Allende und einem Rest von 54 Personen: Freunde und Berater, darunter fünf Minister, 19 Beamte, 16 Polizisten und 20 Mitglieder des Sicherheitsdienstes GAP.
Als der Präsidentenpalast schließlich von mehreren Flugzeugen des Typs Hawker Hunter bombardiert wurde und die Aussichtslosigkeit des Kampfes offensichtlich wurde, nahm sich Augusto Olivares mit einem Sturmgewehr im Badezimmer des Erdgeschosses das Leben, wohlwissend, dass den Überlebenden das Schlimmste drohen würde. Dies bestätigten Befehle Pinochets, die er am selben Tag in seinem Hauptquartier in Peñaloen ausgab. Olivares wurde somit zum ersten Opfer der chilenischen Militärdiktatur. Inmitten der Kampfhandlung ordnete der mit Stahlhelm und AK-47 bewaffnete Präsident Allende eine Gedenkminute für Olivares an; später nahm er sich selbst im ersten Obergeschoss das Leben um der Gefangennahme zu entgehen. Insgesamt kamen bei den Kampfhandlungen im Regierungspalast vier Personen ums Leben. Die anwesenden Ärzte kamen bis auf Allendes Leibarzt Guijón frei, ebenso die Polizisten, denen man zugutehielt, lediglich ihre dienstliche Pflicht erfüllt zu haben. Die Mehrzahl der Verteidiger jedoch wurde in Lagern auf dem chilenischen Antarktisterritorium interniert und später exiliert. Der Großteil der Angehörigen der GAP wurde nach schwerer Folter hingerichtet oder tauchte nicht mehr auf (Desaparecidos).
Heute noch tragen eine Straße in Santiago de Chile und zahlreiche Organisationen auf Kuba im Gedenken an Augusto Olivares seinen Namen.
Postum wurden ihm mehrere Preise verliehen, so von der Organización Internacional de Periodístas (OIP) und der Federación Latinoamericana de Periodístas (FELAP).